# Alan Lyle Bryan
Alan Lyle Bryan (1928-13 de mayo de 2010) fue un arqueólogo canadiense.

## Estudios
Se graduó en 1955 la Universidad de Washington y recibió el doctorado de la Universidad de Harvard en 1962.

## Vida profesional
Profesor la Universidad de Alberta entre 1963 y 1993, fue uno de los fundadores de su Departamento de Antropología en 1966. Se interesó principalmente en el estudio de los primeros asentamientos humanos en las Américas; y en el transcurso de su carrera, conjuntamente con su esposa Ruth Gruhn, llevó a cabo trabajos arqueológicos de campo en el occidente de Canadá, oeste de Estados Unidos, México, Guatemala, Venezuela y Brasil. Su último proyecto en campo, en Baja California, México, lo completó en 2004.

## Poblamiento temprano
En 1978 Alan Bryan formuló la hipótesis según la cual los primeros pobladores llegaron a América siguiendo una ruta circumpacífica desde las costas siberianas hasta las norteamericanas y luego aprovecharon los distintos accidentes geográficos para expandirse por el resto del continente. Sólo posteriormente, una parte de los pobladores originarios, que habían pasado través de Beringia, habrían entrado al continente desde el interior de Alaska, cuando quedó libre de hielo el corredor del río Mackenzie. Esta hipótesis es básica para explicar el poblamiento temprano de las Américas, comprobado en varios yacimientos arqueológicos.

## Libros
- An archaeological survey of northern Puget Sound (1963)
- Paleo-American prehistory (1965)
- An archaeological reconnaissance of the Pribilof Islands (1966)
- Council Hall Cave (1977)
- Early man in America from a circum-pacific perspective (1978)
- El Poblamiento de América; conjuntamente con Lorena Mirambell (1981)